# حاييم بوطبول
حاييم بوطبول (مولد 1937 بفاس) هو فنان موسيقي مغربي، وهو من بين آخر الفنانين اليهود المغاربة الذين أبدعوا في مجال الفن الشعبي المغربي. يتميز بوطبول بنوع منفرد من الأغاني، حيث ينبني على القصائد التقليدية مرفوقة بموسيقى تعتمد على آلتي الإيقاع والكمان واللذان لا يعزفاهما سوى شقيقاه.
و لد حاييم من أب يعتبر رائدا من رواد الملحون بمدينة فاس وقد تتلمذ حاييم وإخوته على أيدي والدهم، حيث شكلوا فريقا متكاملا، إلا أنه مع نهاية سنة 1950 انفصل عنهم وشكل مع سليم الهلالي (الملقب ب شلومو) ثنائيا مستقلا بذاته من أجل الاشتغال على تركيبات موسيقية ذات صبغة مغاربية، بل قدم مند سنوات الستينات أغاني ذات صبغة كونية ترتكز على مجموعة من التيارات الموسيقية بما فيها الملحون لمساوة الكناوي الصالصا الريكي الفانك ……. لتصل حصيلة أغانيه أكثر من ثمانين أغنية. في سنة 1960 التقى بالفنان موريس الباز الذي أخذ عنه طرق جديدة في التوزيع الموسيقي.
في سنة 1960 التقى حاييم بوطبول بالفنان والمغني موريس الباز، التعاون بين الطرفين أثمر عن إعادة الاشتغال على مجموعة من أغاني بوطبول وفق شروط مغايرة لسنوات الستينات وأيضا رفقة موسيقيين مغاربة متميزين كمحسن الركراكي وغيرهم. من بين أشهر أغاني حايم بوطبول نجد «جايا طوموبيل» والتي ما زالت أيقونة الأغنية الشعبية رغم أنها صدرت سنة 1970.

## من أغانيه
- جايا طوموبيل
- سالبة سالبة
- شويخ من أرض مكناس
- يالي فقلبو العذاب
- دور بيها
- آش جا يدير ومولى عين التوت
- عدروني يا اهلي وناسي مقتبس من غناء الملحون
- لحبيب اللي والفتو
- لسمر
- بشويا نتفاهمو